# Manny Pacquiao
Manny Pacquiao (teljes nevén Emmanuel Dapidran Pacquiao, Kibawe, Bukidnon, Fülöp-szigetek, 1978. december 17. –) filippínó hivatásos ökölvívó, politikus, üzletember, színész, zenész és egykori szenátor. Ő az egyetlen ökölvívó a sportág történetében, aki nyolc különböző súlycsoportban szerzett világbajnoki címet. Pályafutása során a sportág egyik legnagyobb alakjaként tartják számon, számos nemzetközi és hazai elismerésben részesült.
Pacquiao 1995 és 2021 között aktív ökölvívóként 12 világbajnoki címet szerzett. 2010 és 2016 között a Fülöp-szigetek képviselőházának tagja volt, 2016-tól 2022-ig pedig szenátorként tevékenykedett. 2022-ben indult az elnökválasztáson is. Emellett szerepelt filmekben, televíziós műsorokban, kiadott zenéket, valamint aktívan részt vett jótékonysági tevékenységekben is.

## Pályafutása
Pacquiao minden idők egyik legkiemelkedőbb bokszolója, aki egyedülálló módon nyolc különböző súlycsoportban szerzett világbajnoki címet. Pályafutása során 72 mérkőzésen lépett ringbe, melyek közül 62-t megnyert (ebből 39-et kiütéssel), 8 alkalommal vereséget szenvedett, és 2 döntetlennel zárult.
Pacquiao 1995-ben, mindössze 16 évesen kezdte profi karrierjét. Első világbajnoki címét 1998-ban szerezte meg, amikor legyőzte Chatchai Sasakult, ezzel elhódítva a WBC légsúlyú övét. Ezt követően további hét súlycsoportban – szuper harmatsúly, pehelysúly, szuper pehelysúly, könnyűsúly, kisváltósúly, váltósúly és nagyváltósúly – is világbajnoki címet szerzett, demonstrálva kivételes alkalmazkodóképességét és technikai tudását.
Pályafutása során számos emlékezetes mérkőzést vívott. Kiemelkedik közülük a 2015-ös összecsapása Floyd Mayweather Jr.-ral, amely a sporttörténelem egyik legnagyobb figyelemmel kísért eseménye volt. A mérkőzésen Pacquiao pontozással alulmaradt ugyan, de teljesítménye világszerte tiszteletet váltott ki.
2019-ben, 40 évesen ő lett a legidősebb váltósúlyú világbajnok, miután legyőzte a veretlen Keith Thurmant, és megszerezte a WBA (Super) váltósúlyú címet.
2021-ben, 42 évesen bejelentette visszavonulását a profi ökölvívástól, hogy politikai karrierjére koncentráljon. 2024 decemberében hivatalosan is beiktatták a Nemzetközi Ökölvívó Hírességek Csarnokába (International Boxing Hall of Fame), elismerve ezzel kivételes hozzájárulását a sportághoz.
Pacquiao pályafutása során nemcsak a ringben nyújtott teljesítményével, hanem filantróp tevékenységeivel és politikai szerepvállalásával is kiemelkedett, világszerte tiszteletet és elismerést kivívva.

## Filantróp tevékenységek
Pacquiao elkötelezett a hátrányos helyzetű közösségek támogatásában és a remény üzenetének terjesztésében világszerte. Ennek érdekében hozta létre a Manny Pacquiao Alapítványt (Manny Pacquiao Foundation), amely különböző kezdeményezéseken keresztül nyújt segítséget, többek között:
- Segélyezés: Az alapítvány együttműködik más nonprofit szervezetekkel, hogy ruházatot, élelmiszert és orvosi ellátást biztosítson természeti katasztrófák áldozatainak.[9]
- Lakhatási projektek: Otthonokat épít rászoruló családok számára, stabilitást és biztonságot nyújtva nekik.[10]
- Az emberkereskedelem áldozatainak támogatása: Különös figyelmet fordítanak a szexuális kizsákmányolás áldozatainak megsegítésére a Fülöp-szigeteken.[11]

2013-ban Pacquiao személyesen látogatott el a Haiyan tájfun által sújtott területekre, ahol anyagi támogatást és segélycsomagokat osztott szét a túlélőknek.
2022 decemberében jótékonysági mérkőzést vívott DK Yoo dél-koreai harcművésszel. A mérkőzés bevételeit az ukrajnai háború által érintett családok és a Fülöp-szigeteki hajléktalanok megsegítésére fordították.
Pacquiao filantróp tevékenységei révén világszerte elismerést szerzett, és számos ember életére gyakorolt pozitív hatást.

## Zene és szórakoztatóipar
Manny Pacquiao nemcsak a ringben és a politikában szerzett hírnevet, hanem a szórakoztatóiparban is kipróbálta magát. Számos televíziós szereplése és zenei projektje volt pályafutása során.
2007-ben kiadta első stúdióalbumát Laban Nating Lahat Ito címmel, melyet később a Pac-Man Punch követett. Legismertebb dalai közé tartozik a Para Sa 'Yo Ang Laban Na 'To, valamint a Sometimes When We Touch, amelyet Dan Hill kanadai énekessel közösen rögzített.
Zenei karrierje mellett több tévéműsorban is vendégszerepelt, illetve saját talkshow-ja is volt a Fülöp-szigeteken. 2015-ben Hollywoodban debütált mint szinkronszínész, amikor szerepet kapott az Entourage című filmben.
Pacquiao a média és a popkultúra színes szereplőjévé vált, aki sportolói hírnevét sikeresen használta fel művészeti és szórakoztatóipari projektekben is.